# Плохотнюк, Михаил Витальевич
Михаил Витальевич Плохотнюк (укр. Михайло Віталійович Плохотнюк; род. 12 марта 1999, Одесса) — украинский футболист, нападающий клуба «Минай».

## Биография
Воспитанник СДЮШОР «Черноморец» им. А. Ф. Зубрицкого (Одесса). В 2016 году подписал первый профессиональный контракт с «Черноморцем». Несколько лет выступал за юношеские и молодёжные команды одесского клуба. В сезоне 2016/17 стал лучшим бомбардиром юношеского (до 19 лет) первенства Украины, забив 19 голов в 24 матчах. Летом 2017 года был арендован киевским «Динамо», где сыграл лишь один матч за команду 19-летних, также в это время сообщалось об интересе к игроку со стороны бельгийского «Генка». Во взрослом футболе дебютировал в составе «Черноморца-2» 27 июля 2019 года в матче второй лиги Украины против «Кривбасса».
В июле 2020 года перешёл в «Ингулец» (Петрово). В концовке сезона 2019/20 сыграл один матч в первой лиге — 3 августа 2020 года против «Кремня». Затем вместе с клубом вышел в высшую лигу, где дебютировал 13 сентября 2020 года в матче против «Ворсклы». Первый гол в элите забил 3 апреля 2021 года в ворота «Мариуполя». Всего за полтора сезона сыграл 20 матчей и забил 2 гола в составе «Ингульца» в высшей лиге.
В январе 2022 года перешёл в клуб второго дивизиона Румынии «Политехника (Яссы)», где выступал в течение года. В дальнейшем провёл по половине сезона в других клубах второго дивизиона Румынии — «КСМ Слатина» и «КСК Думбрэвица». В начале 2024 года присоединился к дебютанту высшего дивизиона Эстонии «Нымме Юнайтед», за половину сезона сыграл 16 матчей и забил один гол. В августе 2024 года вернулся на родину, присоединившись к клубу «Минай».
Выступал за юношеские сборные Украины.